# Balangkayan
Balangkayan é um município de  quinta classe de renda municipal (d) na província Samar Oriental, nas Filipinas. De acordo com o censo de 1 de maio  de  2020 possui uma população de 10 185 pessoas e 2 464 domicílios.